# Anzoátegui (Kolumbia)
Anzoátegui – miasto w Kolumbii, w departamencie Tolima.